# Der Puppenmacher
Die drei ??? und der Puppenmacher ist ein 2023 erschienener Jugendkrimi von André Marx und der 225. Band der Buch- sowie die 225. Folge der Hörspielreihe Die drei ???. Er ist damit der sechste Jubiläumsband der Reihe. Das Buch besteht, im Gegensatz zu den bisherigen Jubiläumsbänden, nicht aus drei Teilen. 

## Handlung

### Klappentext
Deep Spring, ein verschlafener Ort in der Wüste von Arizona. Die drei ??? reisen an, um bei der Hochzeit eines alten Bekannten dabei zu sein. Während die Hochzeitsvorbereitungen in vollem Gange sind, geht noch etwas anderes vor sich: Unheimliche Maispuppen, Schüsse im Maisfeld und verurteilte Verbrecher trüben die Vorfreude auf das Fest. Können Justus, Peter und Bob die seltsamen Geschehnisse aufklären und den Hochzeitstag retten?

## Trivia
- Bei einer Buchbewertung auf der Fanseite rocky-beach.com belegte … und der Puppenmacher zwischenzeitlich den zweiten Platz[3]
- Der Jubiläumsband ist mit rund 200 Seiten zwar länger als ein reguläres Buch der Reihe, aber verglichen mit den vorherigen Jubiläumsbänden wesentlich kürzer und nicht dreiteilig
- Bereits in den Fällen Giftiges Wasser und Geister-Canyon ermittelten die drei Detektive im US-Bundesstaat Arizona
- Bereits während der Indienreise der drei Detektive in ihrem Fall Feuriges Auge stattete Kenneth dem Gebrauchtwarencenter in Rocky Beach einen Besuch ab
- Die Handlung beginnt im Frühjahr und endet nach einem Zeitsprung im Sommer